# Songs of Innocence and of Experience
Songs of Innocence and of Experience: Showing the Two Contrary States of the Human Soul (Canzoni dell'Innocenza e dell'Esperienza: mostranti i Due Stati Contrari dell'Anima Umana) è una raccolta  di poesie del pittore e poeta inglese William Blake. 
La produzione delle varie edizioni originali delle raccolte di poesie fu il risultato di un processo di stampa inventato da Blake stesso. Ogni singola tavola veniva realizzata al contrario su delle lastre di metallo, poi incise con acido per creare il rilievo necessario a stampare. Venivano stampate con inchiostro marrone e poi colorate manualmente. Le poche copie create con questo metodo venivano vendute ad amici e collezionisti. 
L'opera è divisa in due libri, Songs of Innocence e Songs of Experience. Anche se Songs of Innocence fu pubblicato autonomamente nel 1789, si ritiene che i due libri siano sempre stati pubblicati congiuntamente fin da quando Songs of Experience fu completato, nel 1794.

## Temi
Songs of Innocence raccoglie componimenti con temi quali l'innocenza e la gioia della natura, sostenendo l'amore libero e un rapporto più profondo con Dio; include una delle poesie più famose di Blake, The Lamb. Le poesie che compongono questo libro sono leggere, ottimistiche e pastorali, e sono scritte dalla prospettiva dei bambini, o in alternativa trattano proprio loro.
Per contro, Songs of Experience tratta la perdita dell'innocenza dopo il contatto col mondo materiale nell'età adulta; un esempio è la poesia The Tyger.
Le composizioni di questo volume sono più cupe e si concentrano su temi politici e più seri in generale. Spesso le stesse situazioni vengono analizzate in entrambi i libri, tanto che le poesie quasi possono essere analizzate in coppia.
Infatti, molte delle poesie che appaiono in Songs of Innocence hanno una controparte in Songs of Experience, con opposti punti di vista. La disastrosa fine della Rivoluzione francese aveva segnato profondamente Blake, che aveva perso fede nella bontà intrinseca dell'uomo, e ciò spiega il senso di disperazione distribuito in tutto il secondo volume.
Crescere, oltretutto, secondo il poeta, causava non solo nella maggioranza delle persone la perdita del dono dell'immaginazione (valutato immensamente dai poeti romantici inglesi, tra cui Coleridge e Wordsworth), ma anche la perdita dell'innocenza attraverso lo sfruttamento e la comunità religiosa che anteponeva il dogma e la moralità alla misericordia. Tuttavia non credeva che i bambini dovessero essere preservati totalmente dall'esperienza: in realtà a suo avviso il contatto con l'esperienza doveva avvenire in modo personale, attraverso le loro scoperte, cosa che è evidente in un certo numero di componimenti; difatti, secondo il poeta, essendo esperienza ed innocenza due stadi contrari dell'animo umano, non era possibile ottenere la vera innocenza senza l'esperienza.

## Songs of Innocence

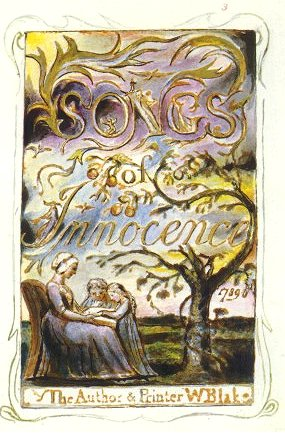
Tavola del titolo di Songs of Innocence

Il volume fu pubblicato singolarmente nel 1789, e dell'edizione originale sono state rinvenute per certo solo 21 copie con piccole variazioni di colori ma non di testo
Alcune poesie sono state spostate, con l'uscita di Songs of Experience, al secondo volume, perché evidentemente più adatte.
In questo volume vi sono alcune figure chiave che si ripetono, alcune di tema pastorale, come il Pastore, ed il più famoso Agnello, simbolo che non riprende tanto il Cristo come figura, piuttosto è volto a simboleggiare l'innocenza più pura, lo stadio beato del bambino.
Di seguito l'elenco delle poesie della raccolta Songs of Innocence:
- Introduction
- The Shepherd
- The Echoing Green
- The Lamb
- The Little Black Boy
- The Blossom
- The Chimney Sweeper
- The Little Boy lost
- The Little Boy found
- Laughing Song
- A Cradle Song
- The Divine Image
- Holy Thursday
- Night
- Spring
- Nurse's Song
- Infant Joy
- A Dream
- On Another's Sorrow

## Songs of Experience

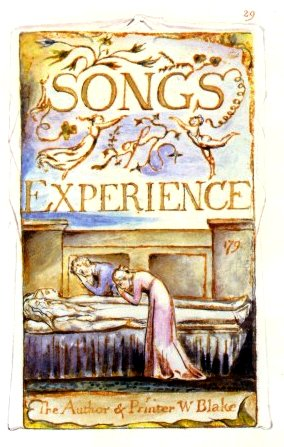
La tavola 29: il titolo di Songs of Experience

Fu pubblicato insieme a Songs of Innocence nel 1794. Dell'edizione originale sono sopravvissuti 27 esemplari . Contiene 26 poesie, alcune delle quali, tra cui The Little Boy Lost, The Little Boy Found e The School Boy (nell'edizione del 1818), vennero spostate da Songs of Innocence. Alcune vennero frequentemente spostate tra i due libri, come The Voice of the Ancient Bard.
Blake pone a contrasto questa raccolta con Songs of Innocence. Mostra infatti che cosa si ottiene se la lotta interna dello spirito umano anziché lasciata a libero sviluppo (come mostrato nel primo tomo) viene oppressa e forzata a conformarsi alle regole e alle dottrine, in particolare la dottrina anglicana, che a suo avviso imponeva ai suoi membri di sopprimere i propri sentimenti. L'attacco si rende molto chiaro in The Garden of Love. Tra le poesie più apprezzabili vi sono anche: The Tyger, Ah, Sun-flower, A poison tree, The Sick Rose e London.
Sebbene fosse largamente apprezzato, Blake visse la sua vita in povertà e oppresso dai debiti. Songs of Experience, infatti, vendette solo 20 copie fino al 1827, quando il poeta morì.
Ecco l'elenco delle poesie della raccolta Songs of Experience:
- Introduction
- Earth's Answer
- My Pretty Rose Tree
- A Poison Tree
- The Tyger
- The Sick Rose
- Infant Sorrow
- The Chimney Sweeper (Innocence)
- Holy Thursday (Experience)
- London
- Ah! Sunflower
- The Fly
- The Clod and the Pebble
- The Garden of Love
- The Voice of the Ancient Bard
- A Divine Image

## Traduzioni in italiano
William Blake, I canti dell'innocenza e dell' esperienza, nuove traduzioni prosodiche di Antonello Fabio Caterino, Termoli, Aristodemica Edizioni, 2024